# Dater Glacier
Dater Glacier är en glaciär i Antarktis. Den ligger i Västantarktis. Chile gör anspråk på området. Dater Glacier ligger 1 116 meter över havet.
Terrängen runt Dater Glacier är bergig åt sydost, men åt nordväst är den kuperad. Trakten är obefolkad. Det finns inga samhällen i närheten. 